# Юлия Ливила
Юлия Ливила  (на латински: IVLIA•LIVILLA, или IVLIA•GERMANICI•FILIA) е най-малкото дете на Германик и Агрипина Старша и е една от сестрите на император Калигула.
Ливила и сестра ѝ Агрипина участват в заговор срещу брат им Калигула, поради което са заточени от него. През 41 г. новият император, чичо им Клавдий ги връща от изгнание, но по внушение на императрица Месалина, Ливила е обвинена в заговор и прелюбодейство със Сенека, поради което отново е заточена. Осъдена е на гладна смърт и умира през 42 г.